# Народно движение за освобождение на Ангола – Партия на труда
Народното движение за освобождение на Ангола – Партия на труда (на португалски: Movimento Popular de Libertação de Angola – Partido do Trabalho) е лявоцентристка социалдемократическа политическа партия в Ангола.
Основана е през 1956 година с обединението на няколко комунистически групи и през пъвите години от съществуването си води въоръжена борба срещу португалското управление в страната. След като през 1975 година Ангола получава независимост, партията оглавява тоталитарен комунистически режим. В началото на 90-те години се отказва от комунистическата идеология, а политическият режим е донякъде либерализиран, но партията остава на власт, получавайки големи мнозинства на няколкото проведени избори. Нейният лидер Жузе Едуарду душ Сантуш е президент на Ангола без прекъсване от 1979 година.
На парламентарните избори през 2012 година получава 72% от гласовете и 175 от 220 места в Националното събрание.